# 新生銀行本店ビル
新生銀行本店ビル（しんせいぎんこうほんてんビル）は、東京都千代田区内幸町にかつて存在した超高層建築物である。

## 歴史
日建設計の設計・竹中工務店の施工により、1993年に日本長期信用銀行（長銀）本店ビルとして完成した。長銀の破綻後は事業を継承した新生銀行が継続して本店機能を置いたが、2008年3月に、新生銀行の特別目的会社である有限会社ドルフィン・ジャパン・インベストメントから、モルガン・スタンレー系不動産ファンドの出資による藤沢ホールディング特定目的会社に1180億円で売却された。新生銀行は2010年末をもって、本ビルから日本橋室町野村ビルへの本店の移転を完了した。
その後は空室状態が続いていたが、2012年12月、ケネディクス・東急不動産・日本政策投資銀行は、3社の共同出資による特別目的会社を通じて本ビルを510億円で取得。2013年9月より解体に着手した。
跡地は地下4階・地上21階建てのオフィスビルとなり、2015年5月に着工。名称は日比谷パークフロントとされ、2017年5月に竣工した。

## 特徴
「凸」の字を上下反転させたような、上部が大きい特徴的な作りとなっている。強化ガラスに穴を空けて点支持するDPG工法（Dot Point Glazaing）を日本で大規模に採用した初期の建物であり、ガラスを多用したエントランスホールも注目された。